# Kayserzinn

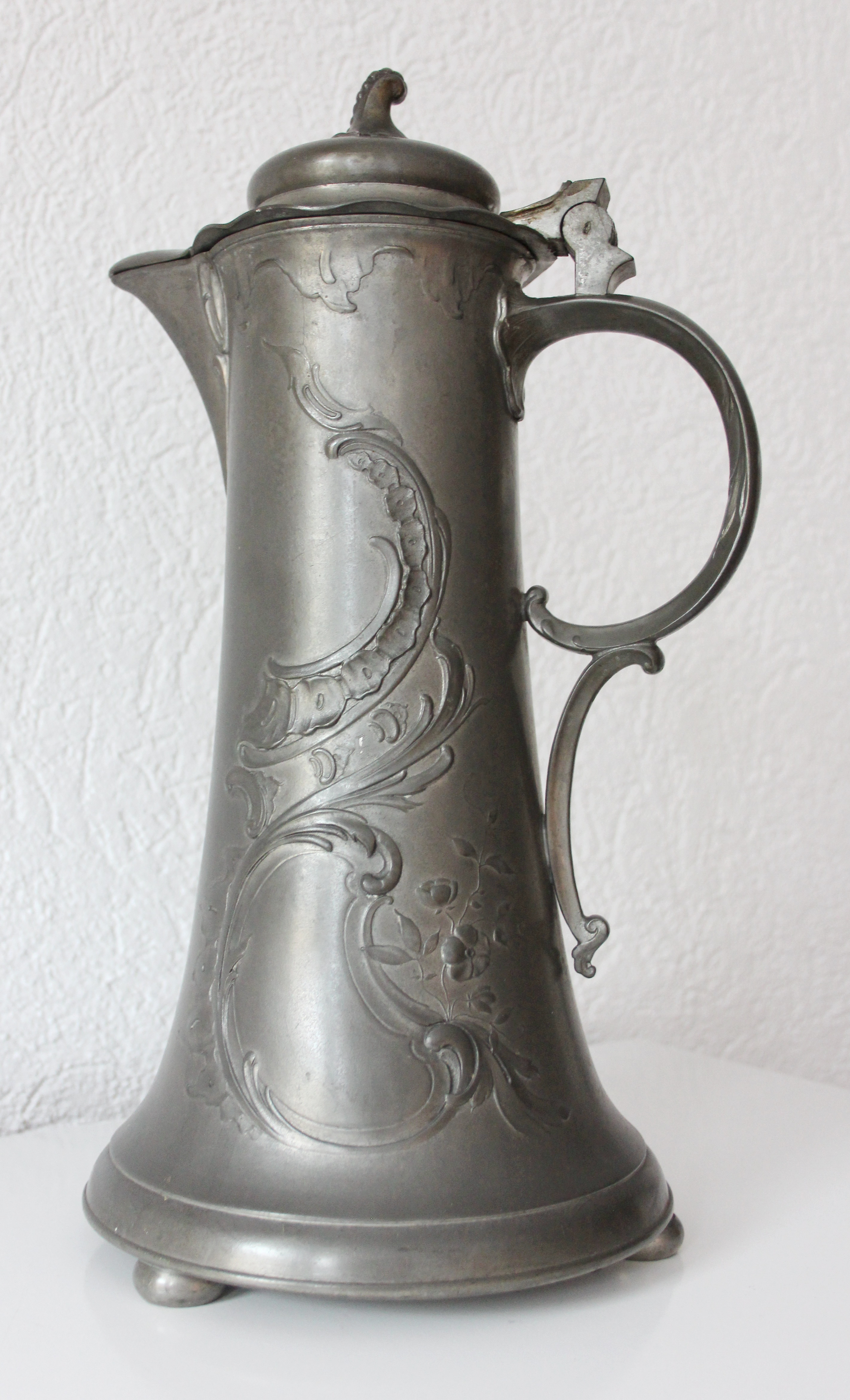
Kayserzinnkanne, hergestellt um 1900, Modellnummer 4060

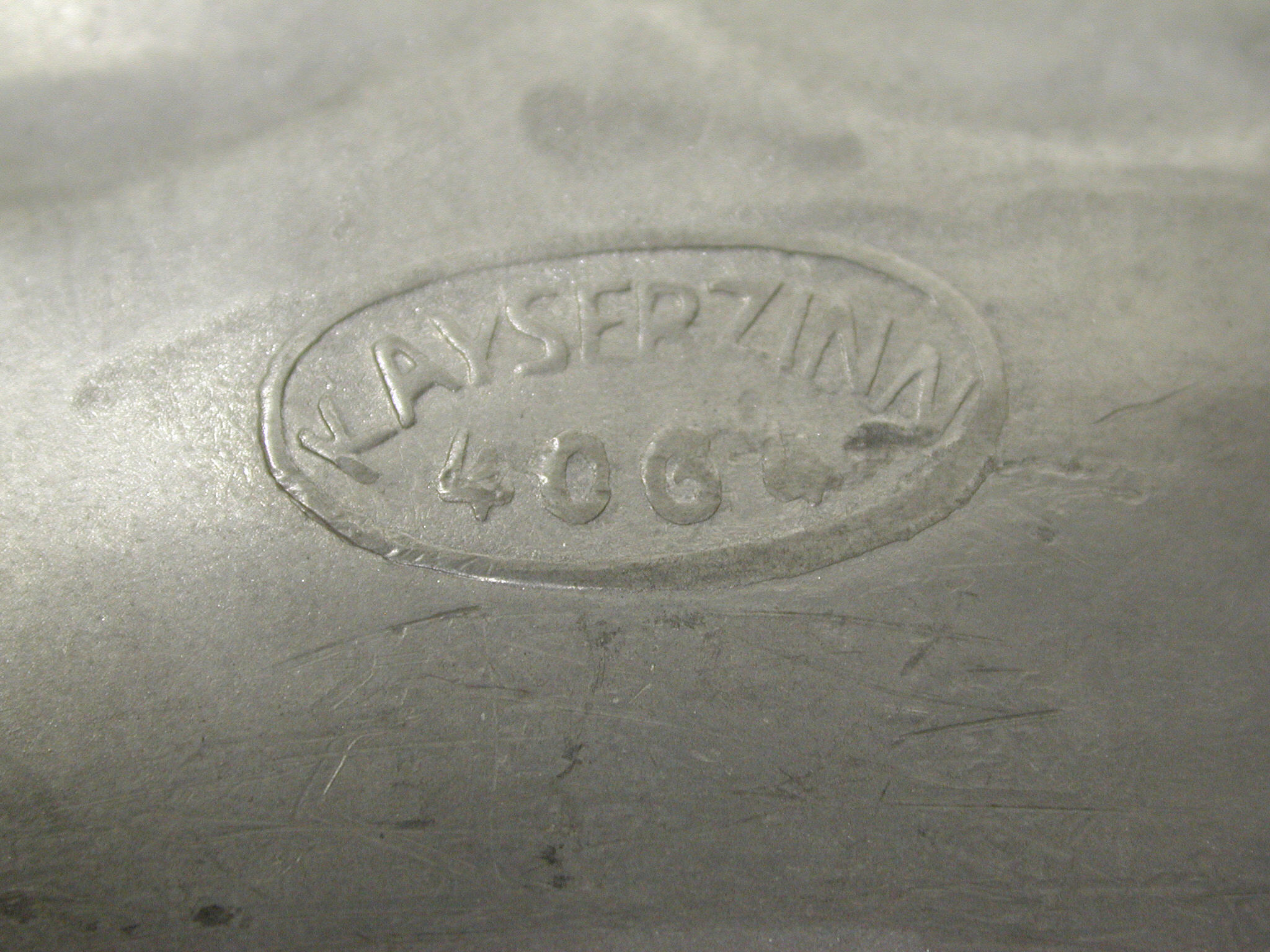
Mitgegossene Fabrikmarke „Kayserzinn“

Kayserzinn ist der Markenname für die von der Zinngießerei Kayser in Krefeld um 1880 bis 1910 hergestellten Produkte. Er steht für außergewöhnliches deutsches Jugendstil-Zinn.

## Geschichte
Johann Peter (J. P.) Kayser leitete die elterliche Metallwarenmanufaktur in Krefeld, im Stadtteil Oppum. Sein Bruder Engelbert Kayser hatte ab 1894 die künstlerische Leitung der Firma übernommen. In seinem Kölner Atelier entstanden zahlreiche Vorlagen und Modelle. Engelbert Kayser, der 1864 ein Geschäft für Luxusgüter in Köln an der Ecke Hohe Straße und Brückenstraße eröffnet hatte, brachte den Jugendstil, der um 1900 sehr an Bedeutung gewonnen hatte, in die Zinnherstellung. Er beschäftigte die Bildhauer und Künstler Hugo Leven, Karl Geyer, Johann Christian Kröner, Hermann Fauser und Karl Berghof. Mit der Herstellung der Jugendstilobjekte war die Zinngießerei sehr erfolgreich und beschäftigte in den Hochzeiten bis zu 800 Mitarbeiter. In der Produktpalette befanden sich unter anderem Lampen, Kerzenleuchter, Bilderrahmen, Pokale, Vasen, Dosen, Schreibgarnituren, Schalen, Kaffee-, Tee-, Bier- und Likörservice.
Die hohe formale und materielle Qualität von Kayserzinn wurde auf den Weltausstellungen in Paris 1900 und in St. Louis 1904 sowie auf der epochalen Turiner Ausstellung Angewandter Kunst 1902 mit Goldmedaillen ausgezeichnet. Tierskulpturen des Künstlers Wilhelm Zwick (1839–1916) wurden ebenfalls in Zinn gegossen, und anschließend bronzefarben patiniert oder aber auch versilbert, sie tragen einen Herstellerstempel „Kayser“ und eine Nummer.
Der Zinnlegierung wurde im Gegensatz zur traditionellen Zinngießerei kein Blei zugesetzt, dafür aber Antimon, ein silberglänzendes und sprödes Halbmetall, das ein Mattwerden der Oberfläche verhindert. Die ab 1894/95 hergestellten Zinngegenstände wurden auf der Unterseite neben der mitgegossenen Bezeichnung KAYSERZINN mit einer ab der Zahl 4000 fortlaufenden Modellnummer gekennzeichnet.
1904 hatte die Blütezeit des Unternehmens, das weiterhin auch Ziergegenstände aus anderen Metallen herstellte, ihren Höhepunkt überschritten. In dieser Zeit waren die Rohstoffpreise für Zinn erheblich gestiegen. Mit dem Tod Engelbert Kaysers 1911 hatte auch die künstlerische Leistungsfähigkeit der Firma ihr Ende erreicht. 1930 wurde das Konkursverfahren eröffnet.
Der Düsseldorfer Kunstgießer Rolf Kayser entstammt der Zinngießerfamilie.